# Cucumis hastatus
Cucumis hastatus är en gurkväxtart som beskrevs av M. Thulin. Cucumis hastatus ingår i släktet gurkor, och familjen gurkväxter. Inga underarter finns listade i Catalogue of Life.